# Erich Bechtolf
Erich Bechtolf (* 8. April 1891 in Elberfeld; † 30. Oktober 1969 in Hamburg) war ein deutscher Jurist. Er war von 1942 bis 1945 und von 1952 bis 1957 Vorstandsmitglied und von 1960 bis 1967 Aufsichtsratsvorsitzender der Deutschen Bank.

## Leben
Erich Bechtolf war verheiratet mit Margarete Bechtolf, geborene Schwammborn, mit der er einen Sohn, den am 2. April 1923 in Wuppertal geborenen Politikwissenschaftler und im Vorstand der Vereins- und Westbank Hamburg mitwirkenden Hans Joachim Bechtolf, hatte. 
Er studierte Rechtswissenschaft an der Universitäten Berlin und Bonn. Seitdem gehörte er der Berliner Burschenschaft Franconia und der Bonner Burschenschaft Marchia an. Nach dem Jurastudium arbeitete Erich Bechtolf zunächst als Syndikus beim Arbeitgeber-Verband in Elberfeld, bevor er 1922 zur Deutschen Bank wechselte. 1925 wurde Bechtolf zunächst Filialleiter in Hamm, bevor er 1928 als Abteilungsdirektor in das Sekretariat der Berliner Filiale wechselte. In den folgenden Jahren wirkte er bei der Fusion mit der Disconto-Gesellschaft als juristischer Berater mit und ging 1932 als Filialleiter nach Hamburg, wo er vor allem die Geschäftsverbindungen zu den Großreedereien wie der HAPAG aufbaute und pflegte. 1940 wechselte er in den Aufsichtsrat der niederländischen Handel-Maatschappij H. Albert de Bary & Co.-Bank in den besetzten Niederlanden.
1942 wurde er Vorstandsmitglied der Deutschen Bank, wo er für die rheinischen und sächsischen Filialbezirke zuständig war. 1945 ging Bechtolf nach Hamburg, weil man für die erwartete russische Besetzung Berlins eine Verlagerung der Bankzentrale in den Westen organisieren wollte.
Im Jahr 1946 wurde er von den Alliierten suspendiert. Ab Ende 1947 setzte Bechtolf seine Arbeit im sogenannten Führungsstab Hamburg fort.  In der sogenannten Teilbankenzeit war Bechtolf Mitglied im Vorstand der Norddeutschen Bank in Hamburg. Nach der Entnazifizierung durch die britischen Militärs nahm Bechtolf ab 1948 in der Leitung des Führungsstabes Hamburg an der Dezentralisierung der Großbanken in der britischen Besatzungszone teil. Dabei war Bechtolf vor allem für die Börse und Rechtsabteilung zuständig. Von 1960 bis 1967 war er Aufsichtsratsvorsitzender der Deutschen Bank.
Sein Enkelsohn ist der Theaterschauspieler und Regisseur Sven-Eric Bechtolf (* 1957).

## Positionen
- Mitglied des Vorstandes der Deutschen Bank AG
- Sprecher des Vorstands der Norddeutschen Bank AG
- Aufsichtsratsvorsitzender der Deutschen Bank AG
- Aufsichtsratsvorsitzender von Hoesch
- Aufsichtsratsvorsitzender der Reemtsma Cigarettenfabriken
- Aufsichtsratsvorsitzender der Nord-Deutschen Lebensversicherungs-AG

## Ehrungen
- 1956: Großes Verdienstkreuz der Bundesrepublik Deutschland